# Sopwith B.1
El Sopwith B.1 fue un avión bombardero británico experimental de la Primera Guerra Mundial. El B.1, un biplano monoplaza y monomotor, fue construido por la Sopwith Aviation Company para la Marina Real. Aunque sólo se construyeron dos ejemplares, uno se utilizó para realizar bombardeos sobre Bélgica.

## Diseño y desarrollo
A finales de 1916, Sopwith, cuyo anterior 1½ Strutter había demostrado ser exitoso como bombardero ligero (particularmente cuando operaba como monoplaza), diseñó un nuevo avión bombardero monomotor. El nuevo bombardero fue desarrollado en paralelo con el torpedero basado en portaaviones Cuckoo y se parecía mucho al mismo. Al igual que el Cuckoo, era un biplano tractor compacto, propulsado por un motor Hispano-Suiza de 149 kW (200 hp) refrigerado por agua. A diferencia del Cuckoo, las alas de dos vanos del bombardero no se plegaban. Fue diseñado como avión monoplaza, con el piloto sentado en una cabina debajo de la sección central alar para brindarle una buena visibilidad hacia adelante y hacia abajo durante el bombardeo. La carga de bombas del avión de hasta 255 kg se transportaba verticalmente dentro del fuselaje, en celdas detrás del piloto.
Si bien no hubo órdenes del Almirantazgo, cuyas necesidades de un bombardero monomotor habían sido satisfechas por el Airco DH.4 o el Real Cuerpo Aéreo, Sopwith obtuvo una licencia para construir un prototipo del nuevo bombardero, denominado Sopwith B.1, con financiación privada, probablemente esperando pedidos de la Aéronautique Militaire francesa. Este prototipo voló por primera vez a principios de abril de 1917, siendo probado oficialmente ese mismo mes, donde mostró un buen rendimiento, pero tenía la cola pesada cuando llevaba una carga de bombas y el morro pesado sin ella, y volarlo era agotador.
Fue enviado a Francia después de estas pruebas, con la creencia errónea de que los franceses querían probar el avión. Una vez en Francia, el no deseado B.1 fue adquirido por el Real Servicio Aéreo Naval británico, se le asignó la matrícula N.50 y se entregó al 5 Squadron del RNAS el 16 de mayo de 1917 para su evaluación operativa. Equipado con una única ametralladora Lewis que disparaba hacia adelante, el B.1 realizó varios bombardeos contra objetivos en la Bélgica ocupada por los alemanes. Si bien se elogió su desempeño, se observó nuevamente que el B.1 era agotador para volar y que la falta de maniobrabilidad o de cualquier armamento defensivo útil significaba que era vulnerable a los cazas hostiles.
El prototipo B.1 fue enviado al Marine Experimental Aircraft Depot en la Isla de Grain en el otoño de 1917 para su reconstrucción como avión de reconocimiento biplaza con alas plegables, basado en portaaviones. Los intentos iniciales de modificar el avión no tuvieron éxito, pero el B.1 formó la base del Port Victoria Grain Griffin, un importante rediseño del B.1 con nuevas alas y un fuselaje más ancho.
Se construyó un segundo B.1 (denominado probablemente B.2) a principios de 1918, y se le instalaron los cables de control del elevador por fuera del fuselaje en un intento de mejorar el control. Este avión fue comprado por el RNAS y probado en Martlesham Heath entre abril y mayo de 1918.

## Operadores
Reino Unido
- Servicio Aéreo Naval Real

## Especificaciones (B.1)
Referencia datos: The British Bomber since 1914 

### Características generales
- Tripulación: Uno (piloto)
- Longitud: 8,2 m (27 ft)
- Envergadura: 11,7 m (38,5 ft)
- Altura: 2,9 m (9,5 ft)
- Superficie alar: 43 m² (462,9 ft²)
- Peso vacío: 771 kg (1699,3 lb)
- Peso cargado: 1386 kg (3054,7 lb)
- Planta motriz: 1× motor lineal V8 refrigerado por agua Hispano-Suiza 8B.
  - Potencia: 150 kW (207 HP; 204 CV)
- Hélices: Bipala de paso fijo

### Rendimiento
- Velocidad máxima operativa (Vno): 191 km/h (119 MPH; 103 kt)
- Alcance: 3h 45 min
- Techo de vuelo: 5800 m (19 029 ft)
- Carga alar: 32,4 kg/m² (6,6 lb/ft²)
- Potencia/peso: 0,107 kW/kg (0,065 hp/lb)
- Tiempo a altitud: 15 min 30 s para 3048 m (10 000 pies)

### Armamento
- Ametralladoras: 

  - 1x Lewis de 7,7 mm frontal fija
- Bombas: Hasta 255 kg, incluyendo 20 bombas de 13 kg o 20 bombas francesas de 10 kg en bodega en el fuselaje

## Aeronaves relacionadas

### Desarrollos relacionados
- Sopwith Cuckoo
- Port Victoria Grain Griffin

### Aeronaves similares
- Sunbeam Bomber

### Secuencias de designación
- Secuencia _B._ (interna de Sopwith): B.1 - B.2 - 2B.2